# صائد المحار الأسود
صائد المحار الأسود (الاسم العلمي: Haematopus bachmani) (بالإنجليزية: Black Oystercatcher)‏ هو نوع من الطيور يتبع جنس صائد المحار من فصيلة صائدات المحار.